# Waijiao Fengyun
Waijiao Fengyun (xinès simplificat: 外交风云, pinyin: Wàijiāo Fēngyún, anglès: Diplomatic Situation) és una sèrie de televisió i drama d'època del 2019. Hi participen Tang Guoqiang com Mao Zedong, Sun Weimin, Guo Lianwen, Wang Wufu, Lu Qi, Dong Yong i Gu Wei, i està dirigida per Song Yeming. Es va estrenar el 19 de setembre de 2019 a Beijing Satellite TV i Guangdong Satellite TV, i té una durada de 48 episodis.
Fou un dels projectes més destacats de l'Administració Estatal de Ràdio i Televisió per celebrar el 70 aniversari de la fundació de la República Popular de la Xina. Va ser guardonada com a millor sèrie de televisió als Golden Awards del 2020, i la guionista Ma Jihong obtingué el reconeixement de millor guió.

## Sinopsi
L'obra està ambientada immediatament després de la fundació de la República Popular de la Xina i explica la història de Mao Zedong, Zhou Enlai, Deng Xiaoping, Chen Yi i altres líders de la primera generació, cobrint l'assistència a la Conferència de Ginebra, la Conferència Asiàtica-Africana, i altres grans esdeveniments diplomàtics de la història del país. La trama comença el 1949 i finalitza a la dècada del 1970.

## Realització
A la sèrie hi participaren 50.000 actors, dels quals més de cent eren estrangers, com l'actor americà afincat a la Xina Scotty Cox, que interpretà Henry Kissinger. També hi hagueren 50.000 elements d'attrezzo, i més de 1.000 localitzacions, entre les que s'inclouen indrets com Zhongnanhai, el Gran Saló del Poble de Beijing, Diaoyutai, la Casa Blanca dels Estats Units, el Palau de l'Elisi, la Sala de Conferències de les Nacions Unides, i d'altres.